# Huchnom
Huchnom (Redwoods, Tatu), pleme američkih Indijanaca jezične porodice Yukian, nastanjeno u 19. stoljeću u dolini South Eel Rivera od Hullvillea gotovo do samog njenog ušća. Ovdje treba uključiti i krajeve uz Tonkin Creek i donje tokove Deep ili Outlet Creeka u Kaliforniji. 
Huchnomi bijahu neveliko pleme, 500 pripadnika prema Kroeberu (1700). Posljednji poznati pripadnik naveden je 1973. dok se danas vode kao nestali. Huchnomi prvo stradavaju 1838. godine epidemijom boginja koje se 1850. ponovno pojavljuju među njima navalom bijelih naseljenika i rudara koji su tragali za zlatom. Godine 1869. dio ih je preseljen na rezervat Round Valley, no iz nekog raloga (spominje se krađa stoke), nad njima naseljenici izvršiše masakr. Od 350 Huchnoma popisanih 1800. godine do 1900. preživjelo ih je svega 50. Sedam godina kasnije (1907.), prema Fosteru, ima ih još tek 7. BIA (1973.) izvještava o jednom jedinom Huchnomu. Računa se pak da su se neki poženili s Pomo Indijancima na rezervatu Round Valley, gdje bi mogli još imati potomaka. 
Huchnomi su se bavili lovom i ribolovom. Meso jelena i ribu Indijanci su dimili i sušili, te spremali za vremena kada počinje ponestajati hrane. Muškarac se bavio lovom na krupnu divljač, a žene i djeca na sitniju. Odjeća je bila je kožna. Igle za šivanje izrađivane su od kostiju, a noževi od jelenskih rogova.  
Huchnomi su imali 13 sela, to su bila: Ba'awel, Hatupoka, Komohmemut-kuyuk, Lilko'ol, Mot, Mot-kuyuk, Mumemel, Mupan, Nonhohou, Pukemul, Shipomul, Ukumna i Yek.

## Vanjske poveznice
- Round Valley Flour Mill  Arhivirana inačica izvorne stranice od 8. srpnja 2006. (Wayback Machine)
- Huchnom  Arhivirana inačica izvorne stranice od 29. ožujka 2006. (Wayback Machine)
- Yuki Indian Bands, Gens and Clans  Arhivirana inačica izvorne stranice od 26. travnja 2008. (Wayback Machine)